# 布森角
54°9′S 36°33′W / 54.150°S 36.550°W
布森角（英語：Busen Point）是南極洲的海岬，位於南喬治亞島北岸，處於昆伯蘭西灣和斯特羅姆內斯灣之間，是斯特羅姆內斯灣入口處的東南部。